# ナビア・デ・スアルナ

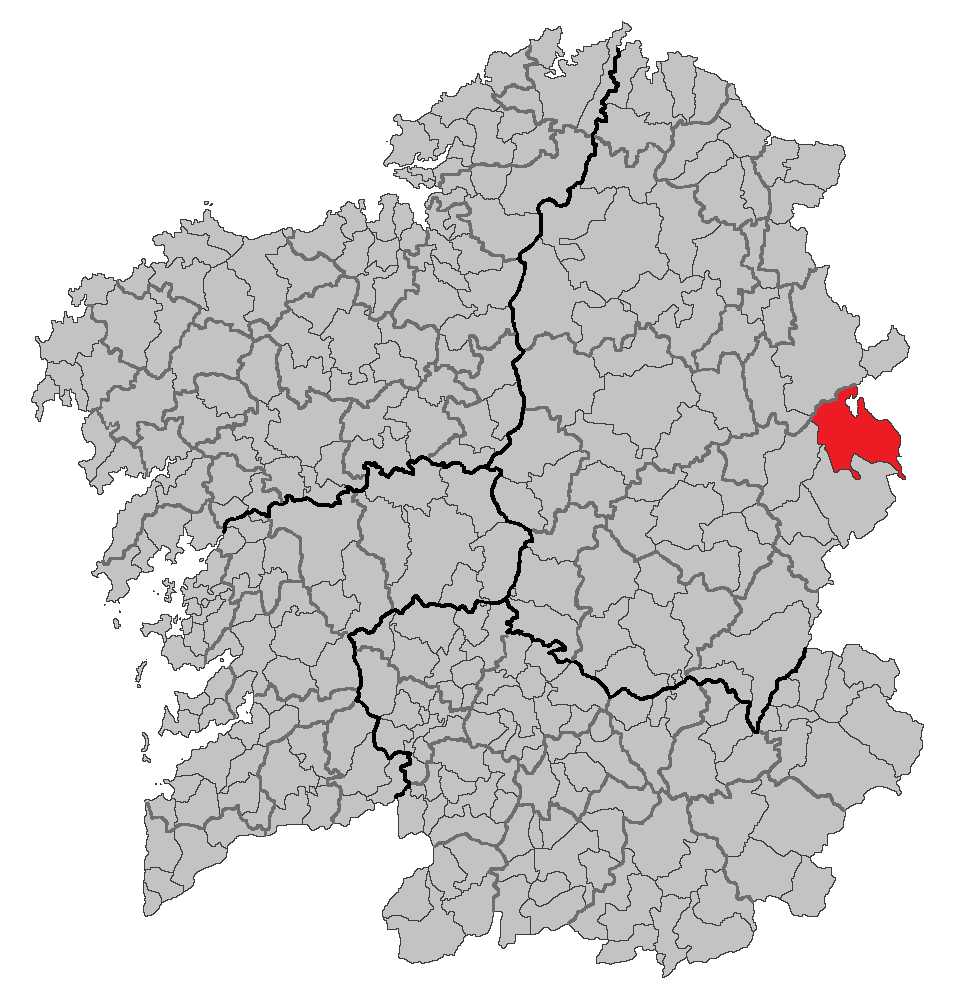

ナビア・デ・スアルナ（Navia de Suarna）、スペイン、ガリシア州、ルーゴ県の自治体。コマルカ・ドス・アンカーレスに属する。ガリシア統計局によれば、2012年の人口は1,337人（2009年の人口は1,441人（2006年:1,615人、2005年:1,680人、2004年:1,732人、2003年:1,807人）。住民呼称はnaviego/-a。
ガリシア語話者の自治体住民に占める割合は97.52%（2001年）。

## 地理
ナビア・デ・スアルナはルーゴ県の東部に位置し、コマルカ・ドス・アンカーレスに属する。北はア・フォンサグラーダ、東はアストゥリアス州とレオン県、南はセルバンテス、西はベセレアーとバレイラの各自治体と隣接する。
ナビア・デ・スアルナはア・フォンサグラーダ司法管轄区に属す。
同じくコマルカ・ドス・アンカーレスのセルバンテスとベセレアー一帯の山々は2006年にユネスコの生物圏保護区に指定された。

### 人口
| ナビア・デ・スアルナの人口推移 1900－2010               |
|                                                         |
| 出典:INE（スペイン国立統計局）1900年 - 1991年、1996年 - |

## 政治
自治体首長はガリシア社会党（PSdeG-PSOE）のホセ・フェルナンデス・フェルナンデス（José Fernández Fernández）。自治体評議員は、ガリシア社会党：5、ガリシア国民党（PPdeG）：3、ガリシア民族主義ブロック（BNG）：1となっている。（2007年自治体選挙結果）

## 教区
ナビア・デ・スアルナは19の教区に分けられる。
- バルシア（サン・ミゲル）
- カバネーラ（サンタ・マリーア）
- カスタニェード（サンティアーゴ）
- フォルゲイラス（サンタ・エウフェミア）
- ガレーゴス（サンティアーゴ）
- モイア（サンティアーゴ）
- モステイロ（サン・ショセ）
- ムニス（サン・ショアン）
- ペナミル（サンティアーゴ）
- ピン（サンタ・マリーア）
- ア・プロバ・デ・ナビア（サンタ・マリーア・マダレーナ）
- ケイサン（サンティアーゴ）
- ラオ（サンタ・マリーア）
- ア・リベイラ（サント・エステーボ）
- リボン（サンタ・マリーニャ）
- ソン（サンタ・マリーア）
- バージョ（サンタ・マリーニャ）
- ビラルパンディン（サント・エステーボ）

## 名産
- セブレイロ - PDOチーズ。